# Беспалов Володимир Васильович
Беспалов Володимир Васильович (нар. 16 серпня 1927, с. Нова Безгінка, Новооскольського району, Курської (нині Бєлгородської) області, Російська Федерація - 4 серпня 2017, м. Москва) — радянський військовий діяч, генерал-лейтенант. Професор, кандидат історичних наук, професор Академії військових наук, почесний працівник вищої професійної освіти РФ.

## Життєпис
Народився 16 серпня 1927 в с. Нова Безгінка, Новооскольського району, Курської (нині Бєлгородської) області в бідній селянській родині.
У 1943—1944 — боєць (будучи ще неповнолітнім) винищувального батальйону і команди мінерів Новооскольського району Курської (нині — Бєлгородської) області в прифронтовій смузі Воронезького фронту. Був контужений.
Закінчив:
1945 — Харківську артилерійську спецшколу
1948 — Сумське артилерійське командне училище ім. М. В. Фрунзе
1956 — Дагестанський державний педінститут (історичний факультет)
1967 — ВПА ім. В. І. Леніна
1976 — Вищі академічні курси політскладу.
До призначення в Донецьк обіймав посаду заступника начальника Політуправління ЗакВО. У жовтні 1976 року був призначений начальником ДВВПУ, одночасно — начальником Донецького військового гарнізону.
У 1986—1990 роках — начальник політвідділу Військово-інженерної академії ім. В. В. Куйбишева.
У 1990 звільнився в запас з лав ЗС СРСР.
Після закінчення військової служби працював професором кафедри гуманітарних і соціально-економічних дисциплін спочатку Військово інженерної академії, а потім Загальновійськовий академії ЗС РФ.
Був головою Ради ветеранів війни Регіональної громадської організації «Земляцтво Донбасу в Москві», почесним президентом Загальноросійської громадської організації випускників, командирів, викладачів ДВВПУ і членів їх сімей.

## Нагороди
- 5 х ордени[які?]
- медалі[які?]